# Willy Gilbert
Willy Carl Jens Gilbert (Kostrzyn nad Odrą, 10 de setembro de 1881 — Fjaler, 20 de junho de 1956) foi um velejador norueguês, campeão olímpico. Ele competiu nos Jogos Olímpicos de Verão de 1920 na classe 10 Metre e conquistou a medalha de ouro na disputa realizada segundo as regras de 1919 a bordo do Mosk II com Charles Arentz, Otto Falkenberg, Robert Giertsen, Halfdan Schjøtt, Trygve Schjøtt e Arne Sejersted. Havia apenas um barco nesta classe.